# Ultima Tower
Вежа Ультіма (англ. Ultima Tower) — гіпотетичний надвисокий хмарочос, спроєктований американським архітектором Юджином Цуєм 1991 року. Передбачається, що його побудують у Сан-Франциско, штат Каліфорнія, і зможе вмістити до 1 мільйона людей. Із загальною висотою 3218 метрів (10558 футів), вежа матиме висоту 2 милі (понад 3,2 км) і при побудові включатиме 500 поверхів. Це одна з найвищих споруд будь-коли задуманих.

## Опис
Пропонована вежа буде 1828,8 метрів (6000 футів) поперечником на підвалинах і займатиме 140.000.000 м², що становить 140 км² внутрішньої площі. Цуй припустив, що в цій вежі проживатиме 1 мільйон осіб, а її вартість становитиме 150 мільярдів доларів США. Вежа використовуватиме різницю атмосферного тиску між своєю нижньою і верхньою частинами, щоб виробляти електрику по всій вежі. Будівля призначена для вирішення труднощів із перенаселенням та створення «міні-екосистеми» для її мешканців.